# Uličské Krivé
Uličské Krivé est un village de Slovaquie situé dans la région de Prešov.

## Histoire
Première mention écrite du village en 1478.

## Démographie

### Évolution de la population
| Année:               | 1994. | 2004.    | 2014.   | 2024.    |
| -------------------- | ----- | -------- | ------- | -------- |
| Nombre de personnes: | 321   | 277      | 260     | 225      |
| Différence:          |       | -13,70 % | -6,13 % | -13,46 % |

| Année:               | 2023. | 2024.   |
| -------------------- | ----- | ------- |
| Nombre de personnes: | 236   | 225     |
| Différence:          |       | -4,66 % |